# Nyssodrysternum decoratum
Nyssodrysternum decoratum là một loài bọ cánh cứng trong họ Cerambycidae.